# A-11 (Spanje)
De A-11 of Autovía del Duero is een weg in aanbouw in de Spaanse regio Castilië en León. Als de weg gereed is zal deze Soria verbinden met Portugal via Valladolid en Zamora langs de loop van de rivier Duero en de nationale weg N-122. Vanaf Valladolid tot Tordesillas, waar de A-11 E82 als zodanig begint, gaat de weg samen met autovía de Castilla A-62.
Autopistas:
AP-1
· AP-2 
· AP-4
· AP-6
· AP-7
· AP-8
· AP-9
· AP-15
· AP-36
· AP-37
· AP-41
· AP-46
· AP-51
· AP-53
· AP-61
· AP-66
· AP-68
· AP-69
· AP-71
· R-1
· R-2
· R-3
· R-4
· R-5

Autovías:
A-1
· A-2
· A-3
· A-4
· A-5
· A-6
· A-7
· A-8
· A-10
· A-11
· A-12
· A-13
· A-14
· A-15
· A-16
· A-19
· A-21
· A-22
· A-23
· A-24
· A-26
· A-27
· A-28
· A-30
· A-31
· A-32
· A-33
· A-34
· A-35
· A-38
· A-40
· A-41
· A-42
· A-43
· A-44
· A-45
· A-48
· A-49
· A-50
· A-52
· A-54
· A-55
· A-56
· A-57
· A-58
· A-59
· A-60
· A-62
· A-63
· A-64
· A-65
· A-66
· A-67
· A-68 
· A-70
· A-72
· A-73
· A-74
· A-75
· A-76
· A-77
· A-80
· A-81
· A-83
· A-91

Regionale Autovías:
· A-92
· A-92G
· A-92M
· A-92N
· A-316
· A-318
· A-334
· A-357
· A-376
· A-381
· A-382
· A-383
· ARA-A1
· ARA-A2
· ARA-A3
· AS-I
· AS-II
· AS-III
· BI-631
· BI-636
· BI-637
· GI-131
· A-636
· CM-10
· CM-40
· CM-41
· CM-42
· CM-43
· CM-44
· CM-45
· A-231
· A-601
· CL-631
· C-13
· C-14
· C-15
· C-16
· C-17
· C-25
· C-31
· C-32
· C-33
· C-35
· C-58
· C-60
· C-65
· EX-A1
· EX-A2
· EX-A3
· EX-A4
· EX-C1
· AG-11
· AG-22
· AG-41
· AG-53
· AG-54
· AG-55
· AG-56
· AG-57
· AG-58
· AG-59
· AG-64
· M-45
· M-406
· M-407
· M-409
· M-501
· M-506
· M-607
· RM-1
· RM-2
· RM-3
· RM-11
· RM-15
· RM-16
· RM-17
· RM-23
· CV-10
· CV-30
· CV-31
· CV-35
· CV-36
· CV-60
· CV-80
· GC-1
· GC-2
· GC-3
· GC-4
· LZ-3
· TF-1
· TF-2
· TF-4
· TF-5
· Ma-1
· Ma-13
· Ma-19
· Ma-20

Stedelijke Autovías
· AC-10
· AC-11
· AC-12
· AC-14
· AI-12
· AI-81
· AI-82
· AL-12
· AL-14
· AV-20
· BA-11
· BA-20      
· B-10
· B-20 
· B-21      
· B-22 
· B-23    
· B-24
· B-30   
· B-40 
· BU-11 
· BU-30 
· CC-11      
· CC-21  
· CC-23 
· CA-31    
· CA-32   
· CA-33   
· CA-34 
· CA-35 
· CA-36 
· CO-31 
· CO-32 
· CT-31   
· CT-32   
· CT-33    
· CT-34        
· CS-22 
· CO-31
· CO-32
· CU-11
· EL-20
· EL-28
· FE-11
· FE-12 
· FE-13
· FE-14
· GJ-10
· GJ-20
· GJ-81
· GR-12
· GR-14
· GR-16
· GR-30
· GR-43
· H-30
· H-31
· JA-12
· JA-14
· LE-12
· LE-20
· LE-30
· LL-11
· LL-12
· LO-20
· LU-11
· M-11
· M-12
· M-13
· M-14
· M-21
· M-22
· M-23
· M-30
· M-31
· M-40
· M-50
· MA-20
· MA-21
· MA-22
· MA-23
· MA-24
· MA-40
· MU-30
· MU-31
· O-11
· O-12
· O-14
· OU-11
· P-11
· PO-10
· PO-11
· PO-12
· PU-11
· SA-11
· SA-20
· S-10
· S-20
· S-30
· SC-11
· SC-12
· SC-20
· SC-21
· SG-20
· SE-20
· SE-30
· SE-40
· SE-50
· SO-20
· T-11
· TO-20
· TO-21
· TO-22
· TO-23
· VA-11
· VA-12
· VA-20
· VA-30
· V-11
· V-15
· V-21
· V-23
· V-30
· V-31
· VG-20
· ZA-11
· ZA-12
· ZA-13
· ZA-30
· Z-30
· Z-32
· Z-40